# Vijvercomplex van Midden Limburg
Vijvercomplex van Midden Limburg este o arie protejată (arie specială de conservare — SAC, sit de importanță comunitară — SCI, arie de protecție specială avifaunistică — SPA) din Belgia întinsă pe o suprafață de 2.563 ha, integral pe uscat.

## Localizare
Centrul sitului Vijvercomplex van Midden Limburg este situat la coordonatele 50°58′00″N 5°18′00″E / 50.9667°N 5.3°E.

## Înființare
Situl Vijvercomplex van Midden Limburg a fost declarat arie de protecție specială avifaunistică în octombrie 1988 pentru a proteja 7 specii de animale. Alte tipuri de protecție:
- sit de importanță comunitară (în ianuarie 1900)
- arie specială de conservare (în ianuarie 1900)[1][2]

## Biodiversitate
Situată în ecoregiunea atlantică, aria protejată nu include niciun habitat protejat.
La baza desemnării sitului se află mai multe specii protejate de  păsări (7): rață lingurar (Anas clypeata), rață pestriță (Anas strepera), buhai de baltă (Botaurus stellaris), erete de stuf (Circus aeruginosus), egretă albă (Egretta alba), stârc pitic (Ixobrychus minutus), gușă albastră (Luscinia svecica).